# Берёзово (Кемеровский район)
Берёзово — село в Кемеровском районе Кемеровской области. Административный центр Берёзовского сельского поселения.

## География
Находится у левого берега Томи примерно в 10 км от юго-восточных окраин города Кемерово. Центральная часть населённого пункта расположена на высоте 124 метров над уровнем моря.

## История
Впервые упоминается в описании Томского уезда Г. Ф. Миллера в 1734 г., член той же экспедиции С. П. Крашенинников назывет её «Щербаковой». Но в официальных документах о ней ничего не упоминается вплоть до 3-й ревизии (1763 г.), где указывается, что в 1751 году её заселяет Томский заштатный казак Петр Перфильев Белоусов. По переписи 1896г. название деревни Березово (Щербаки) находилось на земле Верхотомской волости Березовского сельского общества. При Кузнецком земском тракте, на левом берегу реки Томи, при впадении речки Березовой в Томь. Постройками занято 144 места, проживает мужчин 340, женщин 347, всего 687 человек. В деревне имеется один хлебозапасный магазин-деревянный одноэтажный. Одна мукомольная водяная мельница, одна маслобойня, один кожевенный завод, одна воскобойня, две кузницы, 3 торговые лавки-все эти заведения деревянные, одноэтажные.  Один питейный дом-деревянный, одноэтажный. РГИА, ф.1290, оп.11, д.2480, л.547

## Население
| 2010 |
| ---- |
| 2360 |

## Транспорт
Общественный транспорт представлен автобусным маршрутом:
- № 108: д.п.ж.д. Вокзал — с. Березово — п. Ленинградский
- № 115: д.п.ж.д. Вокзал — с. Березово — с. Сарапки
- № 116: д.п.ж.д. Вокзал — с. Березово — п. Береговой-2
- № 117: д.п.ж.д. Вокзал — с. Березово — п. Зеленовский
- № 124: д.п.ж.д. Вокзал — с. Березово — с. Печатник № 128: д.п.ж.д. Вокзал — с. Березово
- № 191: д.п Центральный — с. Березово — с. Сарапки